# واق نيوزلندي
الواق النيوزلندي (باللاتينية: (Ixobrychus novaezelandiae) وعرف أيضاً بأسماء الواق الماوري والبلشون المنقط هو طير منقرض تواجد في نيوزيلندا وقد ظل موجودا حتى 1890 حيث إنقرض في تلك الفترة، تم تصنيفه لأول مرة من قبل ألكسندر كالندر بوردي في سنة 1871، كان ينتشر هذا الطير بجوار بحيرة بوكاوا.